# Josef Valenta
Josef Valenta (* 5. června 1951) je bývalý český politik, v 90. letech 20. století poslanec České národní rady a Poslanecké sněmovny za SPR-RSČ.

## Biografie
Vystudoval zemědělské učiliště, po sametové revoluci patřil mezi zakladatele republikánské strany v Havlíčkově Brodu. Ve volbách v roce 1992 byl zvolen do ČNR, jako poslanec za Sdružení pro republiku – Republikánskou stranu Československa (volební obvod Východočeský kraj). Zasedal ve výboru mandátovém a imunitním a v rozpočtovém výboru.
Po vzniku samostatné České republiky v lednu 1993 se ČNR transformovala na Poslaneckou sněmovnu Parlamentu České republiky. V ní setrval do konce funkčního období, tedy do voleb v roce 1996. Zasedal ve vedení SPR-RSČ. V roce 1995 podal trestní oznámení na ministra vnitra Jana Rumla. V roce 1996 vysoudil na deníku Mladá fronta DNES 100 000 Kč za to, že tyto noviny ho nesprávně zařadily mezi účastníky výtržnosti republikánských poslanců na terezínském hřbitově.
V březnu 1998 byl na sjezdu SPR-RSČ zvolen předsedou její rozhodčí komise. Od roku 1998 již nebyl poslancem, ale na jaře 1998 se uvádí jako asistenc republikánského poslance Jaroslava Nováka.
V komunálních volbách roku 1994 a komunálních volbách roku 1998 byl zvolen do zastupitelstva města Havlíčkův Brod, neúspěšně kandidoval do tamního zastupitelstva i v komunálních volbách roku 2002, nyní za nástupnickou stranu Republikáni Miroslava Sládka. Profesně se k roku 1998 uvádí jako předseda rozhodčí komise SPR-RSČ, v roce 2002 coby THP (technicko hospodářský pracovník).
V krajských volbách v roce 2000 vedl kandidátku SPR-RSČ v Jihlavském kraji (dnes kraj Vysočina). Nadále i v době rozporů ve straně zůstal věrný Miroslavu Sládkovi. Sjezd SPR-RSČ v únoru 2002 rozhodl, že sídlem strany bude Havlíčkův Brod a Valentu zvolil šéfem ústředního sekretariátu strany.